# Antennaria carpathica
I Sempiterni del calcare (nome scientifico Antennaria carpathicam (Wahlenb.) Bluff. & Fingerh., 1825)  sono delle piante erbacee perenni delle alte quote alpine appartenenti alla famiglia delle Asteraceae.

## Etimologia
Il nome del genere (Antennaria) deriva dal latino ”antenna”  a causa dell'aspetto a piumetto setaceo dei peli del pappo, molto simili alle antenne di alcune farfalle.  L'epiteto specifico (carpathica) deriva dalla zona di origine di questa pianta (i monti Carpazi). Il termine comune (semprevivi o sempiterni) deriva dal fatto che i capolini anche dopo raccolti rimangono compatti e rigidi per un lungo tempo.

Il binomio scientifico attualmente accettato (Antennaria carpathicam) è stato proposto inizialmente dal botanico e micologo svedese
Göran Wahlenberg (1780 – 1851), perfezionato in seguito, con successivi studi, dai botanici Bluff Joseph Mathias (1805-1837) e Anton Carl Fingerhuth (1802-1876) nella pubblicazione ”Compendium Florae Germaniae” del 1825.

## Descrizione

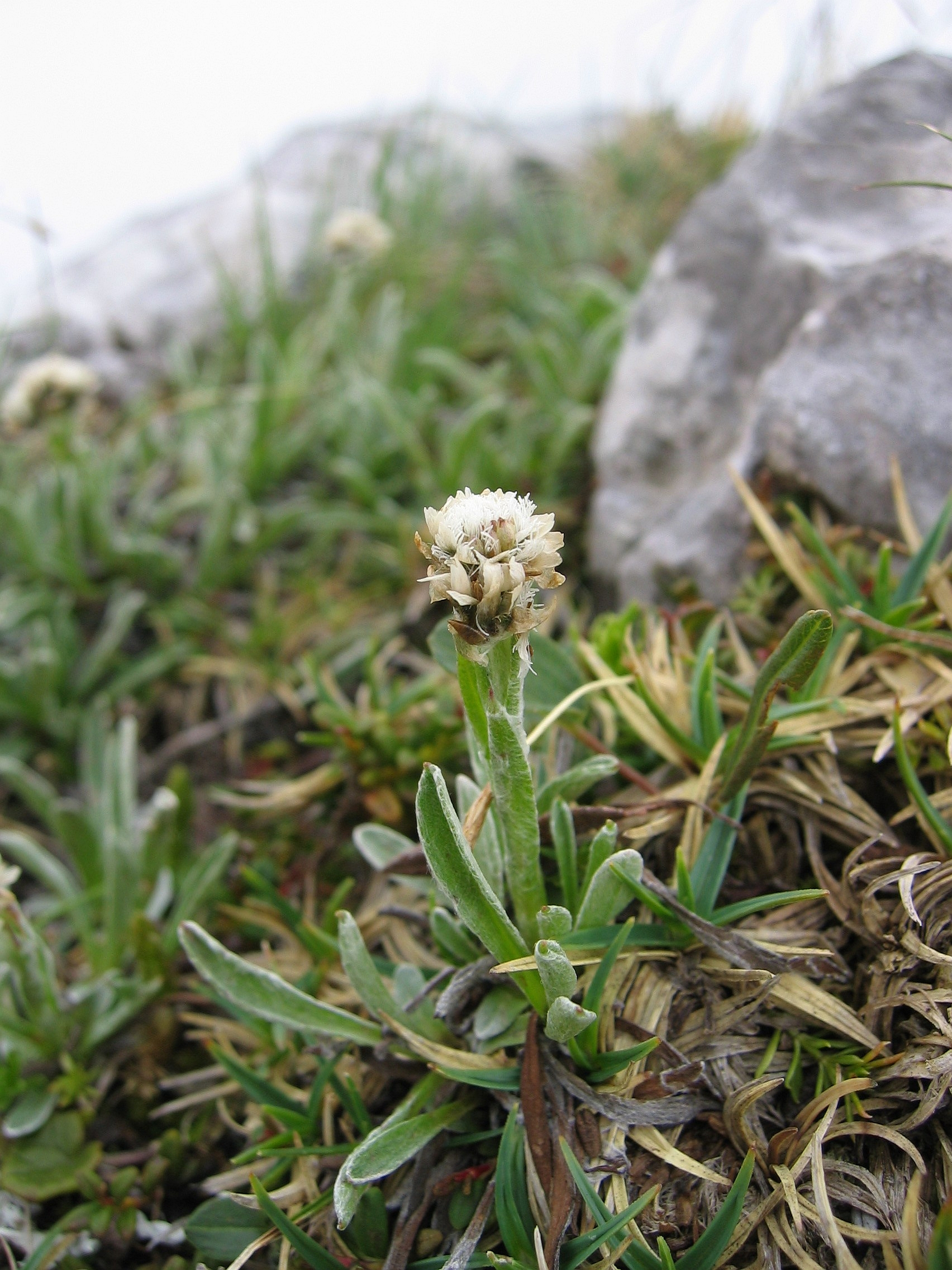
Il portamento

Sono piante non molto alte:  5 – 15 cm (al massimo 24 cm). Sono inoltre classificate come monoiche: ogni pianta ha un solo genere di fiori (o maschili o femminili). La forma biologica è emicriptofita scaposa (H scap), ossia sono piante erbacee perenni, con gemme svernanti al livello del suolo e protette dalla lettiera o dalla neve, dotate di un asse fiorale eretto e spesso con poche di foglie. Tutta la pianta è più o meno bianco-tomentosa.

### Radici
Le radici sono secondarie da fittone.

### Fusto
- Parte ipogea: la parte sotterranea è fittonante.
- Parte epigea: la parte aerea del fusto è eretta, ascendente e semplice. Non è una pianta stolonifera come l'Antennaria dioica che emette polloni aerei fogliosi[3].

### Foglie

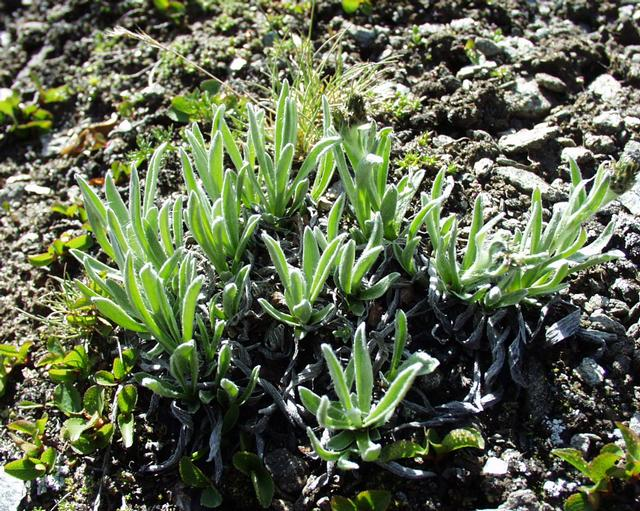
Le foglie basali

Le foglie basali sono bianco-tomentose sono intere a forma da lineare-lanceolata a oblanceolata con apice acuto; sono inoltre tri-nervie. Quelle lungo il caule sono disposte in modo alterno, sono più o meno simili a quelle basali ma progressivamente più ridotte, la superficie di sotto è più cotonosa. Dimensione delle foglie basali: larghezza 5 – 8 mm; lunghezza 25 – 45 mm.

### Infiorescenza

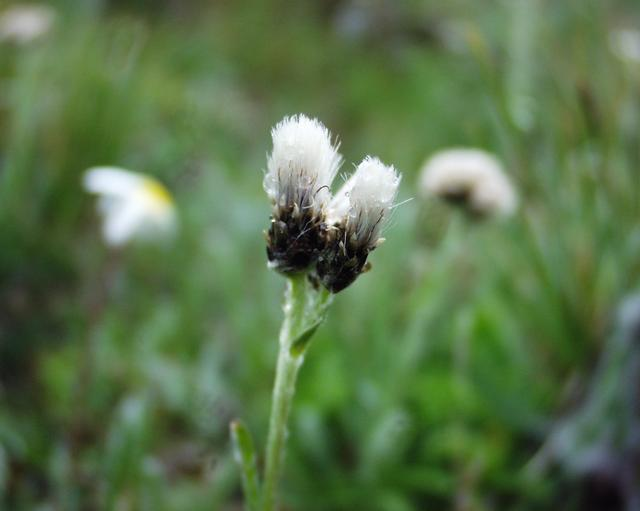
I capolini

Le infiorescenze sono formate da pochi capolini riuniti in una fascetta terminale, sono bianco-grigiastri (la colorazione è data dall'involucro di brattee e non dalla corolla). La struttura dei capolini è quella tipica delle Asteraceae: esternamente si ha un involucro cilindrico composto da diverse squame  che fanno da protezione al ricettacolo  sul quale s'inseriscono due tipi di fiori: i fiori esterni ligulati (assenti in questo genere), e i fiori del disco centrale tubulosi. In particolare i fiori per ogni capolino sono o solo maschili o solo femminili (piante monoiche). Le squame (o brattee) sono scariose e colorate di bruno paglierino chiaro. Dimensione dei capolini: larghezza 4 – 6 mm; lunghezza 10 mm.

### Fiore
I fiori sono attinomorfi. Sono tetra-ciclici (formati cioè da 4 verticilli: calice – corolla – androceo – gineceo) e pentameri (calice e corolla formati da 5 elementi).
- Formula fiorale: per questa pianta viene indicata la seguente formula fiorale:

* K 0/5, C (5), A (5), G (2), infero, achenio
- Calice: i sepali del calice sono ridotti ad una coroncina di squame quasi inesistenti.
- Corolla: i petali della corolla sono 5; i fiori sono saldati a tubo e terminano in cinque denti. I fiori femminili sono purpurei, quelli maschili sono biancastri.
- Androceo: gli stami (5) hanno delle antere acute e caudate alla base; sono saldate e formano una specie di manicotto avvolgente lo stilo[6]. I granuli pollinici possiedono uno strato basale spesso e regolarmente perforato[7].
- Gineceo: i carpelli sono due e formano un ovario bicarpellare infero uniloculare. Lo stilo è unico con linee stigmatiche marginali[7], appiattito (senza appendici) e terminante in uno stigma bifido.
- Fioritura: da giugno ad agosto.

### Frutti

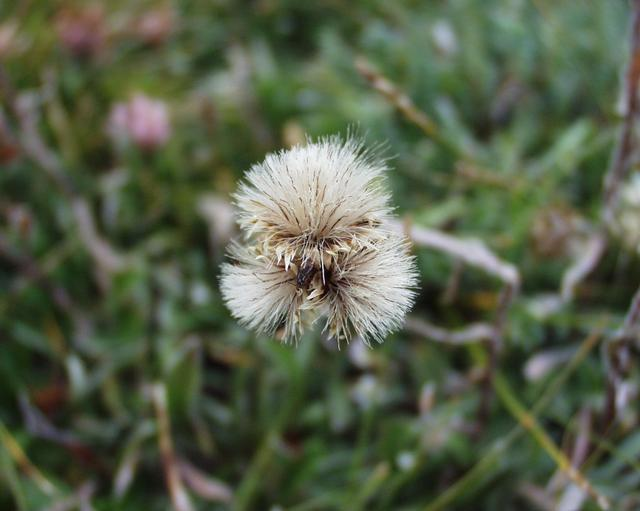
Il pappo

I frutti sono degli acheni con un pappo formato da peli semplici di colore bianco o giallastro. Lunghezza dell'achenio: 1,5 mm.

## Biologia
- Impollinazione: l'impollinazione avviene tramite insetti (impollinazione entomogama).
- Riproduzione: la fecondazione avviene fondamentalmente tramite l'impollinazione dei fiori (vedi sopra).
- Dispersione: i semi cadendo a terra (dopo essere stati trasportati per alcuni metri dal vento per merito del pappo – disseminazione anemocora) sono successivamente dispersi soprattutto da insetti tipo formiche (disseminazione mirmecoria).

## Distribuzione e habitat

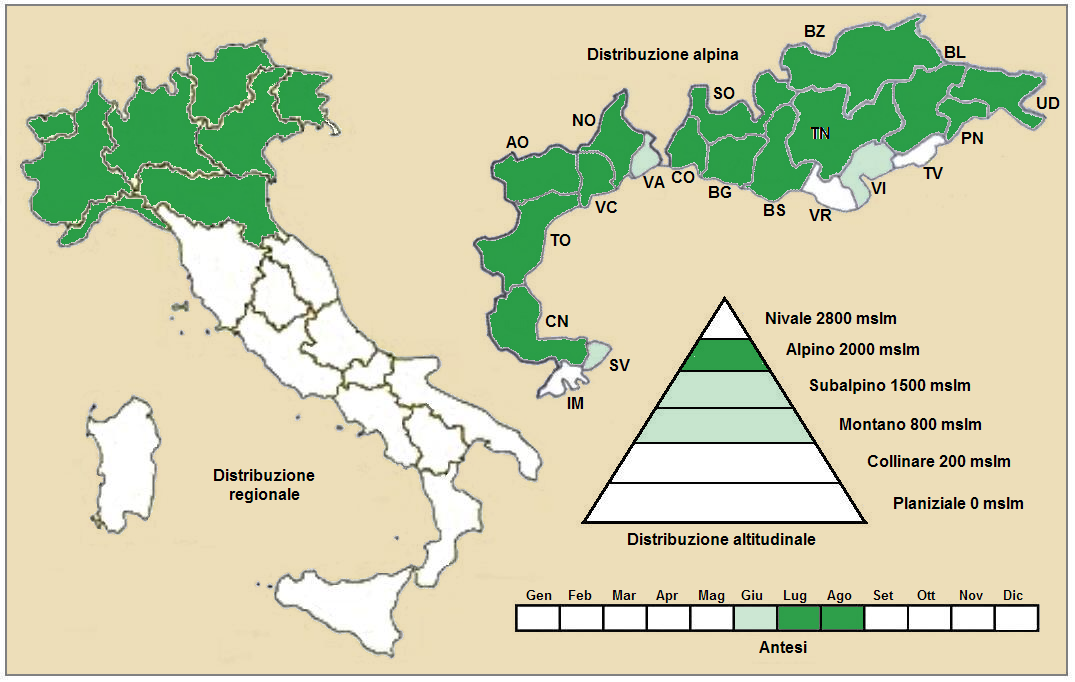
Distribuzione della pianta
(Distribuzione regionale – Distribuzione alpina)

- Geoelemento: il tipo corologico (area di origine) è Orofita – Sud Est Europeo
- Distribuzione: in Italia si trova solo al nord nelle Alpi e all'estremo nord degli Appennini, ed è considerata una specie rara. Sempre nelle Alpi ma oltreconfine si trova ovunque, mentre sugli altri rilievi europei si trova nel Massiccio del Giura, Pirenei e monti Carpazi.
- Habitat: l'habitat tipico sono i pascoli subalpini e alpini. Il substrato preferito è sia calcareo che siliceo con pH neutro, bassi valori nutrizionali del terreno che deve essere secco
- Distribuzione altitudinale: sui rilievi queste piante si possono trovare da 2000 fino a 2500 m s.l.m. (raramente fino a 3000 m s.l.m.); frequentano quindi i seguenti piani vegetazionali: alpino e in parte subalpino.

### Fitosociologia
Dal punto di vista fitosociologico la specie di questa voce appartiene alla seguente comunità vegetale:
Formazione: delle comunità delle praterie rase dei piani subalpino e alpino con dominanza di emicriptofite.
Classe: Carici rupestris – Kobresietea bellardii
Ordine: Oxytropido-Elynetalia
Alleanza:  Oxytropido-Elynion

## Tassonomia
La famiglia di appartenenza di Antennaria carpathica (Asteraceae o Compositae, nomen conservandum) è la più numerosa del mondo vegetale, comprende oltre 23000 specie distribuite su 1535 generi (22750 specie e 1530 generi secondo altre fonti). Il genere di questa specie non è molto numeroso: una ventina di specie circa.

Il basionimo per questa specie è: Gnaphalium carpaticum Wahlenb. (1814).

Il numero cromosomico di A. carpathica è: 2n = 56.

### Variabilità
Questa pianta è poliploide (il numero cromosomico è alto) per cui è abbastanza variabile. La variabilità si manifesta nella lanosità generale della pianta e soprattutto nelle foglie che possono essere anche più o meno larghe (in genere le popolazioni dei Carpazi hanno foglie più larghe: 5,5 – 8,5 mm). Di questa pianta sono descritte le seguenti varietà o specie simili (a seconda dei vari autori):
- Antennaria lanata (Hook.) Greene: le foglie si presentano lanose su entrambe le facce; è una specie esclusiva dell'America Settentrionale.
- Antennaria helvetica Chrtek & Pouz.: la superficie superiore delle foglie è glabrescente; le foglie basali sono lievemente più strette (2 – 4,5 mm); si trova nelle Alpi Svizzere.

Per alcuni autori tuttavia queste entità rientrano nella variabilità individuale e sono quindi prive di valore tassonomico.

Il seguente elenco di varietà è tratto da alcune checklist Nord Americane:
- var. humilis Hook. (1834)
- var. laestadiana Trautv.
- var. lanata Hook. (1834)
- var. pulcherrima Hook.	(1834)

### Sinonimi
Questa entità ha avuto nel tempo diverse nomenclature. L'elenco che segue indica alcuni tra i sinonimi più frequenti:
- Antennaria helvetica Chrtek & Pouz. (nominativo incluso in A. carpathica)
- Antennaria lanata Chrtek & Pouz., non Greene

### Specie simili
L'altra specie di questo genere (Antennaria dioica) presente in Italia può essere confusa con i “Sempiterni del calcare”; si distingue comunque per le foglie ad apice appuntito, la presenza di un rizoma strisciante e la colorazione più rosata nei capolini femminili; inoltre vegeta a quote più basse.